# Botrytis tulipae
Botrytis tulipae (Lib.) Lind – gatunek grzybów z rodziny twardnicowatych (Sclerotiniaceae). Mikroskopijny grzyb pasożytniczy wśród roślin uprawnych powodujący grzybową chorobę tulipanów (Tulipa) o nazwie szara pleśń tulipana.

## Systematyka i nazewnictwo
Pozycja w klasyfikacji według Index Fungorum: Botrytis, Sclerotiniaceae, Helotiales, Leotiomycetidae, Leotiomycetes, Pezizomycotina, Ascomycota, Fungi.
Po raz pierwszy opisała go w 1830 r. Marie-Anne Libert, nadając mu nazwę Sclerotium tulipae. W 1836 r. Jens Wilhelm August Lind przeniósł go do rodzaju Botrytis. Synonimy:
- Botrytis parasitica Schleid. 1845
- Sclerotinia tulipae (Lib.) Boud. 1907
- Sclerotium tulipae Lib. 1830
- Sclerotium tulipae Weinm. 1836

## Charakterystyka
Podano występowanie Botrytis tulipae w Ameryce Północnej, Europie, Australii i na Nowej Zelandii, w tym także w Polsce.
Znany jest wyłącznie w postaci bezpłciowej anamorfy. Rozwija się w tkankach porażonych roślin i na ich obumarłych resztkach. Jego teleomorfa jest nieznana, ale u innych gatunków z rodzaju Botrytis należy ona do rodzaju Botryotinia.
Na porażonych roślinach tworzy szary nalot składający się z konidioforów i zarodników konidialnych. Konidiofory brunatne, w górnej części rozgałęzione i zakończone główkowatymi komórkami konidiotworczymi, na których powstają konidia o wymiarach 10–20 × 12–14 μm. Na porażonych cebulach tulipanów tworzy czarne sklerocja o bochenkowatym kształcie i średnicy około 1 mm. W glebie mogą one przetrwać kilka lat. Może infekować rośliny poprzez konidia przenoszone przez prądy powietrza i deszcz, oraz przez grzybnię wyrastającą z kiełkujących sklerocjów. Źródłem infekcji zdrowych cebul mogże być także grzybnia wyrastająca z sąsiednich, porażonych cebul.